# Kohila (stacja kolejowa)
Kohila – stacja kolejowa w miejscowości Kohila, w prowincji Raplamaa, w Estonii. Położona jest na linii Tallinn – Parnawa/Viljandi. 

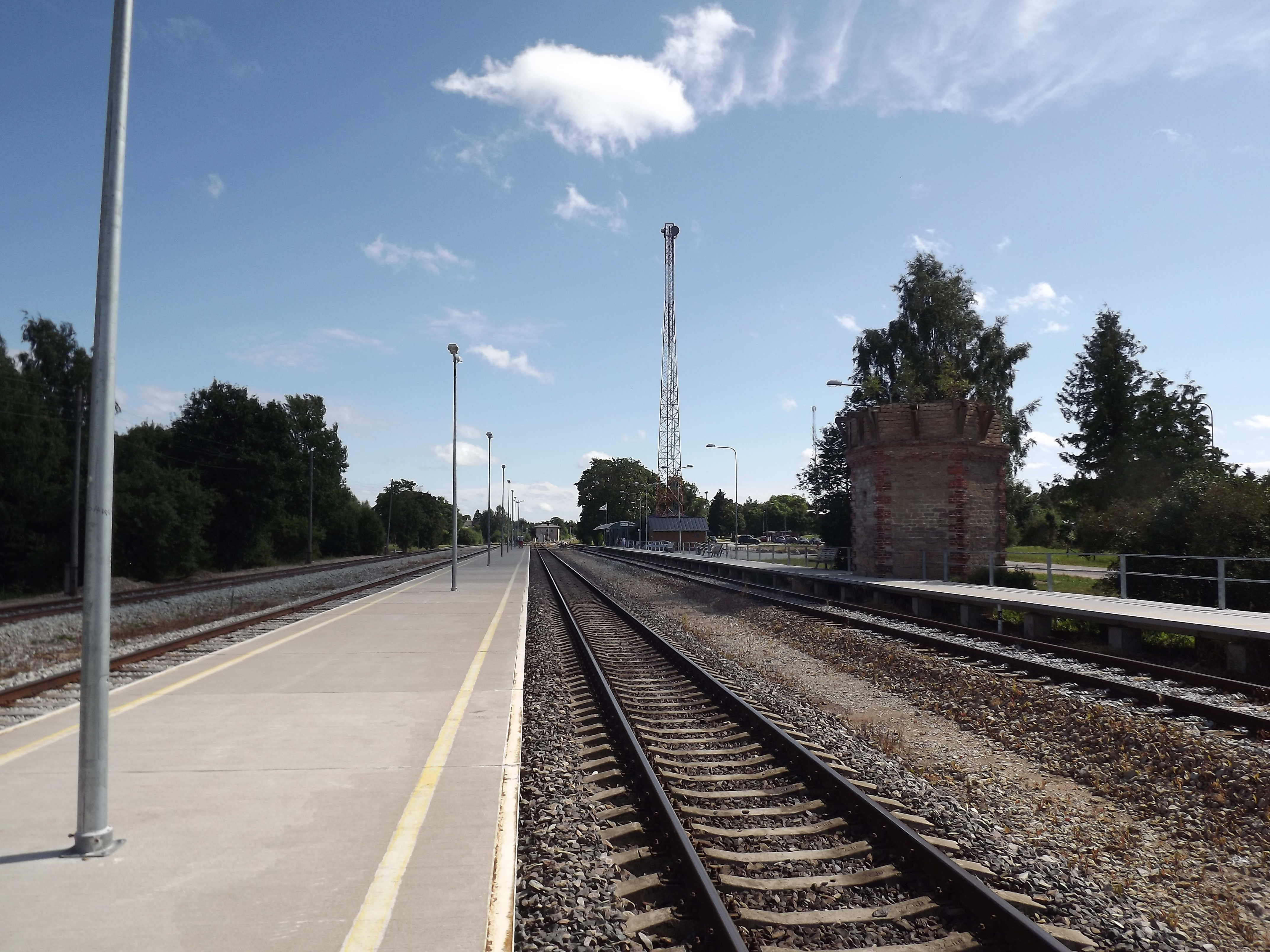
perony, widok w stronę Parnawy/Viljandi
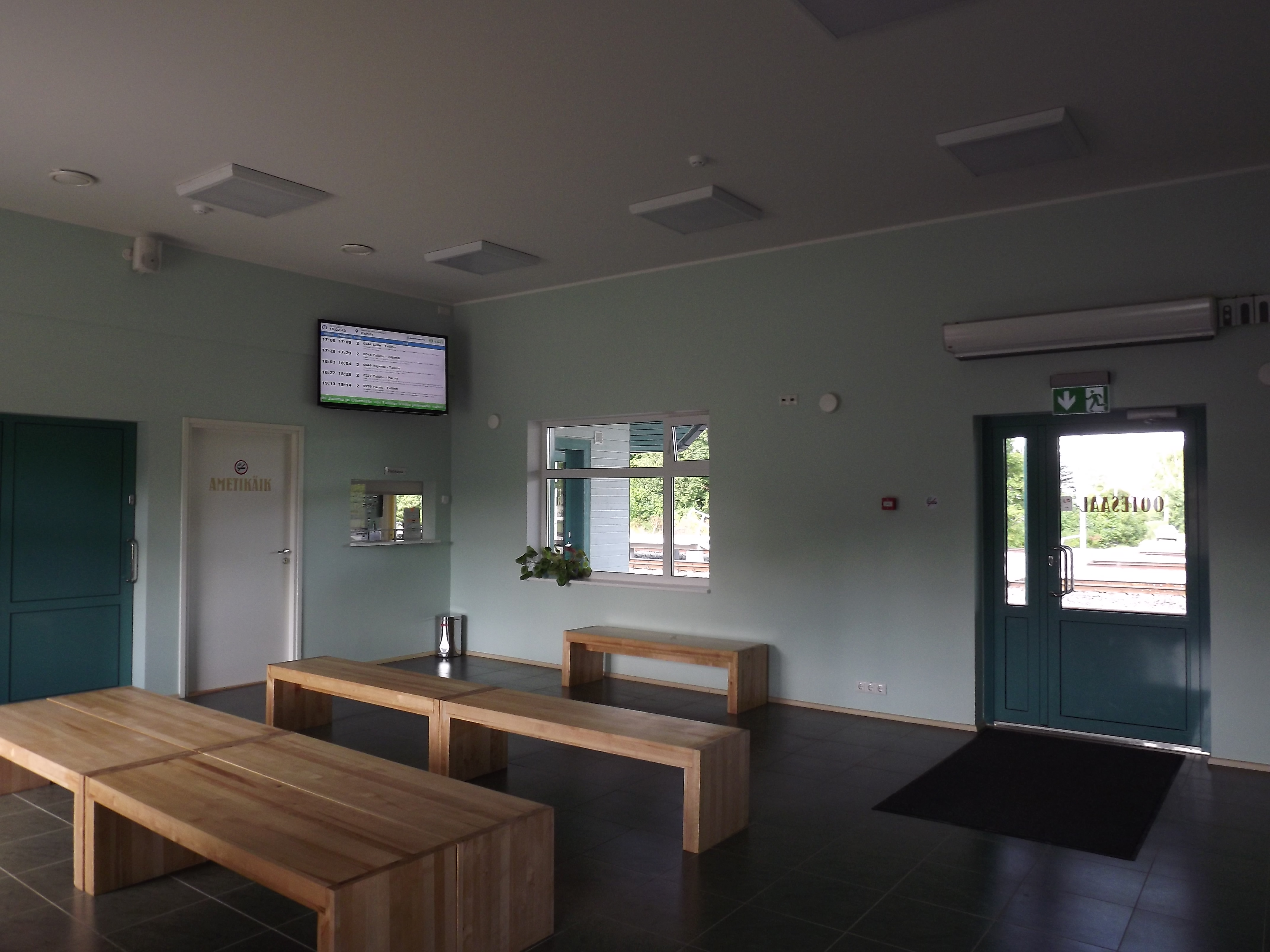
poczekalnia
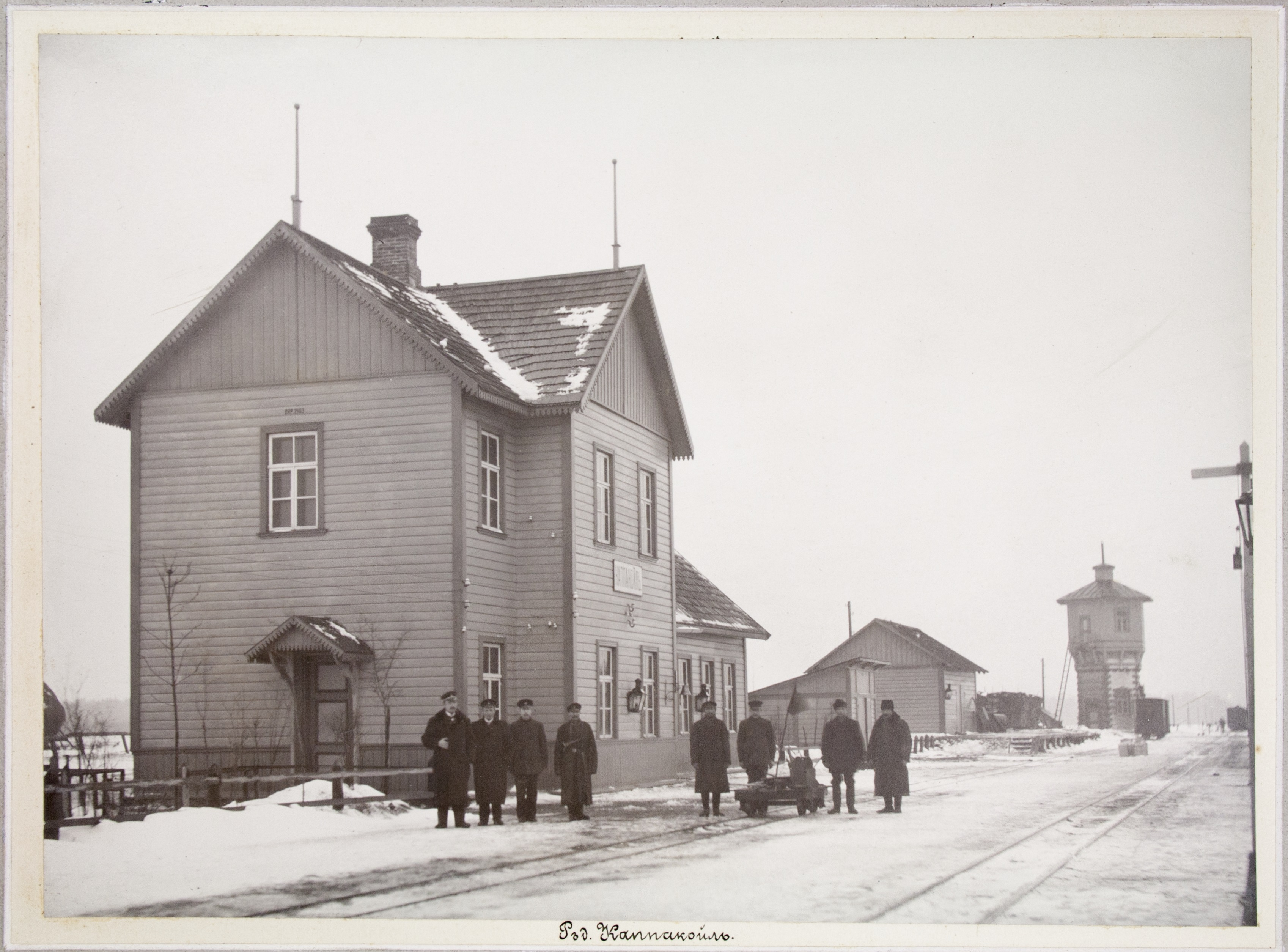
stacja na pocz. XX w.
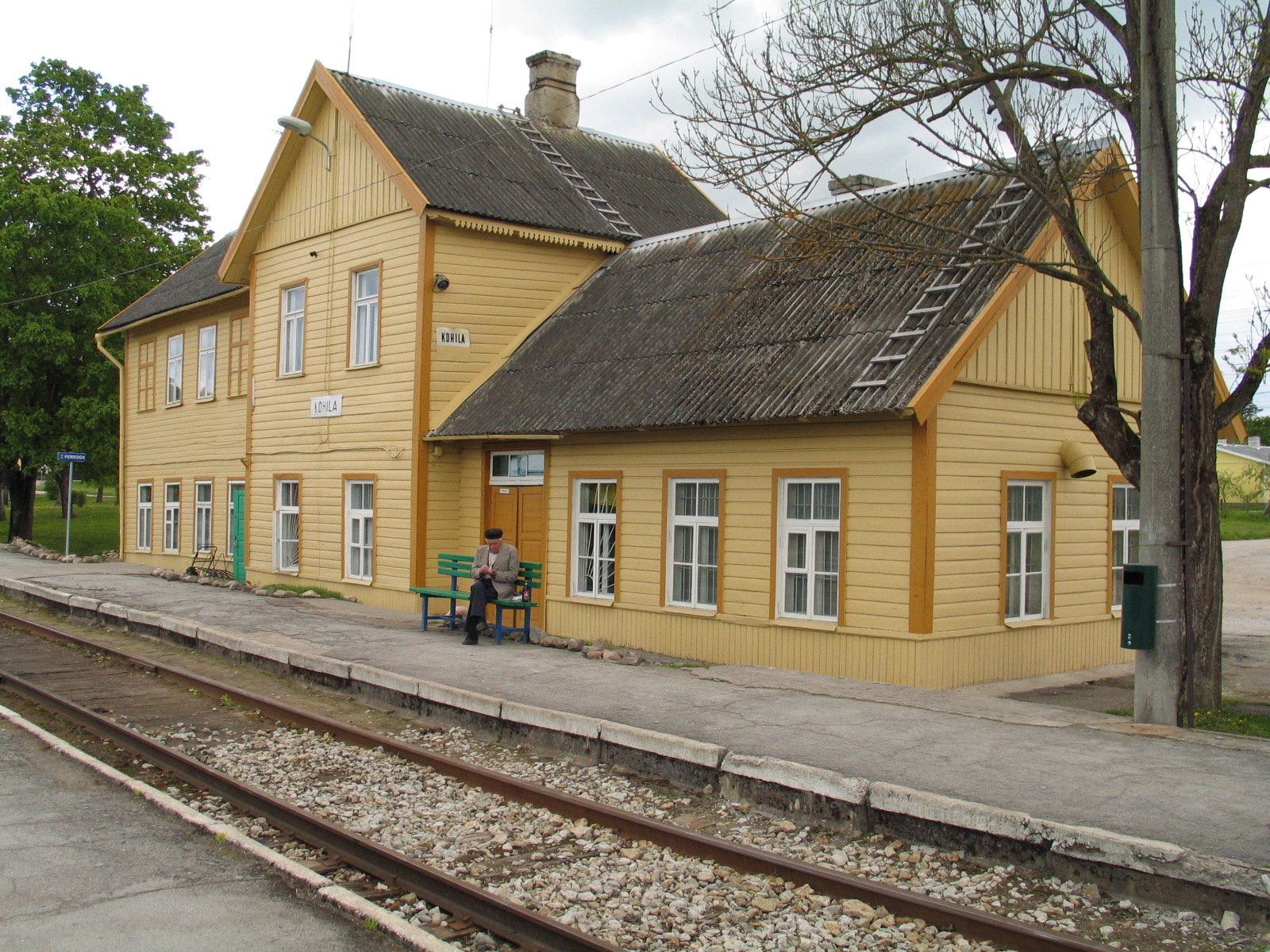
dawny budynek stacyjny (obecnie rozebrany)